# Vic-sur-Seille
Vic-sur-Seille é uma comuna francesa na região administrativa do Grande Leste, no departamento de Mosela. Estende-se por uma área de 19.5 km², e possui 1.292 habitantes, segundo o censo de 2018, com uma densidade de 66 hab/km².